# النادي العلمي الكويتي
النادي العلمي الكويتي (بالإنجليزية: Kuwait Science Club)‏ تأسس في 11 أغسطس 1974 (الموافق 23 رجب 1394 هـ) ويتبع النادي العلمي الكويتي لوزارة الشؤون الاجتماعية والعمل، وهو إحدى جمعيات النفع العام المميزة بدولة الكويت، ويدير النادي مجلس إدارة مستقل مكون من تسعة أشخاص تشترط عضويتهم بالجمعية العمومية للنادي وينتخبون بطريقة الاقتراع السري المباشر مرة واحدة كل سنتين، ويختص المجلس بتحديد السياسات والأهداف والخطط العامة لعمل النادي ويشرف على تطبيقها ومراجعتها بصورة دورية.

## الأهداف العامة للنادي العلمي الكويتي
- المساهمة في نشر الثقافة العلمية بين فئات المجتمع.
- العمل على زيادة المستوى العلمي والكفاءة العلمية لدى المنتسبين في التخصصات المختلفة.
- تهيئة ورعاية البيئة العلمية المناسبة.
- توثيق وتعزيز القيم الدينية والأخلاقية والتربوية والوطنية بين أعضاء النادي العلمي.
- المساهمة في اكتشاف ميول المنتسبين وتوجيهها التوجيه السليم.
- توثيق العلاقة بين النادي العلمي والأندية والمؤسسات العلمية الأخرى المحلية والعربية والعالمية.
- تنمية الإتجاه العلمي بين أعضاء النادي.
- ملء وقت الفراغ عند الاعضاءالنادي بشيء مفيد.

## أنشطة النادي العلمي الكويتي
للنادي العلمي الكويتي دورًا بارزًا في تدريب الشباب على ممارسة الهوايات العلمية والتعلق بها عن قناعة وطيب خاطر ويقدم النادي العلمي لمنتسبيه الأنشطة التالية :
1. إقامة المعسكرات والملتقيات والندوات والمحاضرات والمسابقات والمعارض والرحلات العلمية.[5]
2. تدريب الشباب على التعايش مع الوسائل والآلات والأدوات في ورش العمل على الأعمال والمهارات والفنون العلمية في الأقسام والفروع القائمة في النادي.
3. إعداد وتنفيذ الأنشطة العلمية المختلفة التي تساعد بالتدريب على البحث العلمي والتجارب والأبحاث والمشاريع العلمية عن طريق العمل الجماعي أو فريق العمل أو الأنشطة الفردية.
4. التعاون والاتصال بالمؤسسات العلمية المختلفة التي تساعد في تنمية المواهب والمهارات العلمية.

## مؤسسو النادي العلمي الكويتي
| - عبد العزيز حسين - محمد أحمد الشمالي - إبراهيم الشطي - أحمد الدعيج - أحمد مشاري العدواني - عبد الباقي عبد الله النوري - أنور عبد الله النوري - براك التركي - حامد عبد السلام الشعيب - عبد الرحمن الغنيم - سامي المشري - محمد معتوق البخيت | - إبراهيم حمود بورسلي - نعيمة الشايجي - مبارك العبيدي - محمد الرفاعي - فيصل مقهوي - يوسف شحيبر - رياض أحمد النقيب - بدر محروس العلي - جاسم الصايغ - سليمان الزيد - عبد الله الشرهان | - علي حسين عبد الله - عدنان المير - عبد الله محمد علي - جاسم محمد الحسين - نزار حسين - خيرية حسين - مريم الزارعي - راشد ادريس - محمد العتيقي - داود سليمان الأحمد - عبد العزيز العتيبي |